# 富山県道69号富山笹津線
富山県道69号富山笹津線（とやまけんどう69ごう とやまささづせん）は、富山県富山市を通る県道（主要地方道）である。

## 概要
富山市中心部から南下し、国道41号と並行し、富山市笹津に至る。
元々は起点 - 掛尾までは南西に向かって斜めの道であったが、平成初期の区画整理によって直線的な道路へと変更された。なお旧道はほとんど姿を残していない。

### 路線データ
- 起点：富山県富山市西田地方（富山県道62号富山小杉線交点）
- 終点：富山県富山市笹津（国道41号・富山県道188号東猪谷富山線交点）

## 歴史
- 1963年（昭和38年） - 当時富山飛行場道路と呼ばれていたもののデコボコ且つ砂ぼこりの舞う道であった区間（富山空港以北）の改良・舗装工事に着手[1]。
- 1965年（昭和40年） - 富山県内初の円弧橋である八幡橋が完成。これを以て上記区間線の改良・舗装工事が完了[1]。
- 1993年（平成5年）5月11日 - 建設省から、県道笹津停車場線の一部・県道笹津富山線が富山笹津線として主要地方道に指定される[2]。

## 路線状況

### 重複区間
- 国道359号（富山市掛尾 - 富山市萩原）
- 富山県道196号笹津停車場線（富山市笹津内）

## 地理

### 通過する自治体
- 富山市

### 交差する道路
- 富山県道62号富山小杉線（富山市西田地方、起点）
- 国道359号（富山市掛尾町）
- 富山県道56号富山環状線（富山市黒瀬北町・黒瀬交差点）
- 国道359号（富山市萩原）
- 富山県道55号富山空港線（富山市秋ヶ島・富山空港前交差点）
- 富山県道68号富山外郭環状線（富山市新保）
- 富山県道130号総合運動公園線（富山市新保）
- 富山県道35号立山山田線（富山市福居）
- 富山県道183号大沢野大山線（富山市西塩野）
- 富山県道341号八尾大沢野線（富山市稲代）
- 富山県道196号笹津停車場線（富山市笹津）
- 国道41号・富山県道188号東猪谷富山線（富山市笹津、終点）